# Nilson Ricardo da Silva Junior
Nilson Ricardo da Silva Junior (Recife, 31 maart 1989) is een Braziliaans voetballer.

## Carrière
Nilson begon zijn carrière in 2009 bij Clube Náutico Capibaribe in de Campeonato Brasileiro Série A. In 2009 degradeerde de club naar de Série B. In 2011 eindigde de club tweede in de Série B en promoveerde de club naar de Série A. Hierna kwam hij uit voor Sagan Tosu, Busan IPark en Bucheon FC 1995.